# تنكري
تنكري (Tengri) (باللغة التركية القديمة *تنكري (teŋri) / *تانكري (taŋrɨ)؛ تنكري (Tngri)؛ بالمنغولية الحديثة: Тэнгэр، تنجر (Tenger)؛ باللغة التركية الحديثة: تانري)، هو واحد من أسماء أكبر وأهم إله في عقيدة الترك (شاجنوو (Xiongnu)، والهون، والبلغار القدماء) والمنغوليين (زيانبي (Xianbei)).
ويُشار إلى عبادة التنكري عادةً بـ تنكيرية. إن الكائنات الرئيسية في التنكرية هي الأب السماوي (Sky-Father) (تنكري/تنكر إستج) (Tengri/Tenger Etseg) والأرض الأم (Mother Earth) (أوماي/جازار إيج) (Eje/Gazar Eej). وشملت الشامانية والإحيائية والطوطمية وتبجيل الأموات.

## معلومات تاريخية

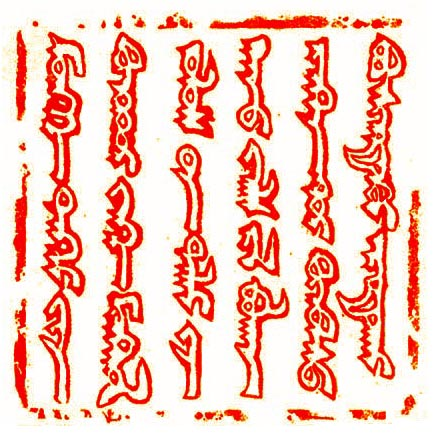
طابع من خطاب غيوك خان (Güyüg Khan) إلى البابا إنوسنت الرابع (Pope Innocent IV)، في 1246. وتُـقـرأ الكلمات الأربع الأولى، من الأعلى إلى الأسفل، ومن اليسار إلى اليمين، "möngke ṭngri-yin küčündür" - «في سلطة الجنة الأبدية» ("Under the power of the eternal heaven").

كان تنكري هو الإله القومي للـغوكتورك، ووصِفَ ب«إله الترك» (تورك تنكريزي (Türük Tängrisi)). وقد أقام خانات الغوكتورك حكمهم على أساس وصاية من تنكري. وعُرِفوا عامةً بأنهم أبناء تنكري الذي مثلهم في الأرض. وحملوا ألقاب تنكريكوت (tengrikut)، وكوتلوغ (kutluġ)، وكوتلاميش (kutalmysh)، على أساس اعتقادهم بأنهم نالوا الكوت (kut)، وهي الروح العظيمة التي يمنحها تنكري لهؤلاء الحكام.
كان تنكري هو الإله الرئيسي الذي عبدته الطبقة الحاكمة الرُّحّل الأوراسيين بين القرنين السادس والتاسع (الـترك، والـمغول، والمجريين).
لقد قام الهون والبلغار القدماء بنقل عبادة التنكري إلى أوروبا الشرقية. ولكنها فقدت أهميتها عندما أعلن خاقانات الأويغور الـمانوية باعتبارها الديانة الرسمية في القرن الثامن.
أسَّس كبار الخانات المنغوليين في القرن الثالث عشر حكمهم بالتوافق مع وصاية تنكري ذاته، وبدأوا بياناتهم بالكلمات "بإرادة السماء [الزرقاء] الأبدية" (by the will of Eternal [Blue] Heaven").
إن مفهوم الإله السماوي لدى المغول الأتراك له نظير في كلمات الـطاوية المستحدثة ل靝 (مع 青 «أزرق» و氣 «سماء»، أي «السماء الزرقاء») والمفهوم الكونفوشيوسي لتيان (Tian) لي (Li).

## وصلات خارجية
- Tengri Teg Tengri Created Türk Bilge Kagan (Orkhon Inscriptions)
- Excerpt from Tengrianizm: Religion of Turks and Mongols, by Rafael Bezertinov نسخة محفوظة 5 يناير 2006 على موقع واي باك مشين. (2000)
- Andrei Vinogradov Ak Jang in the contextof Altai religious tradition (2003)
- Hasan Bülent Paksoy, Tengri on Mars (2010)
- Virtual Temple of Tengri